# كيفين كونراد
كيفين كونراد (بالألمانية: Kevin Conrad)‏ (10 أغسطس 1990 بكونتسلزاو في ألمانيا - ) هو لاعب كرة قدم ألماني في مركز الدفاع. لعب مع كيمنتزر ونادي هوفنهايم.

## روابط خارجية
- كيفين كونراد على موقع قاعدة بيانات كرة القدم.إي يو (الإنجليزية)
- كيفين كونراد على موقع بيانات كرة القدم. دي إي (الألمانية)
- كيفين كونراد على موقع عالم كرة القدم.نت (الإنجليزية)